# Merrimack (New Hampshire)
Merrimack ist eine Town in Hillsborough County, New Hampshire, USA. Im Jahr 2020 hatte sie 26.632 Einwohner.

## Lage
Merrimack liegt als Stadt zwischen Manchester (14 Kilometer nordnordöstlich von Merrimack) und Nashua (zehn Kilometer südlich von Merrimack). Die östliche Gebietsgrenze bildet der Merrimack River. Durch die Stadt verläuft die Interstate 293.  

## Geschichte
Die Gegend wurde nach der Eiszeit besiedelt. Die Pennacook benannten die Gegend nach den großen Fischbeständen des Störs, der in ihrer Sprache Monnomoke oder Merramake hieß. 1662 oder etwas später kamen die ersten Europäer hierher und ließen sich nieder. Zu dieser Zeit gab es einen Streit um die Ländereien zwischen der New Hampshire Colony und der Massachusetts Bay Colony. 1746 wurde dann die Eigenständigkeit der Siedlung unter dem heutigen Namen durch Gouverneur Benning Wentworth bestätigt. Noch Mitte des 19. Jahrhunderts wurde die Boston and Maine Railroad durch die Ortschaft gebaut. Mit der verkehrlichen Erschließung wurde Merrimack zu einer Pendlerstadt zu den umgebenden Oberzentren von Manchester, Nashua und Boston. 
1970 siedelte sich hier eine Brauerei von Anheuser-Busch an. 1996 siedelte der Finanzdienstleister Fidelity hier sein Hauptquartier für die Kunden mit stabilem Einkommen an. 6000 Arbeitsplätze wurden hierher verlagert.

## Persönlichkeiten
- Matthew Thornton (1714–1803), Politiker, Unterzeichner der Amerikanischen Unabhängigkeitserklärung, Arzt
- Walter Kittredge (1834–1905), Musiker und Komponist
- Forrest P. Sherman (1896–1951), Admiral der US Navy
- Christy Karacas (* 1975), Zeichner und Produzent
- Tim Schaller (* 1990), Eishockeyspieler

## Galerie

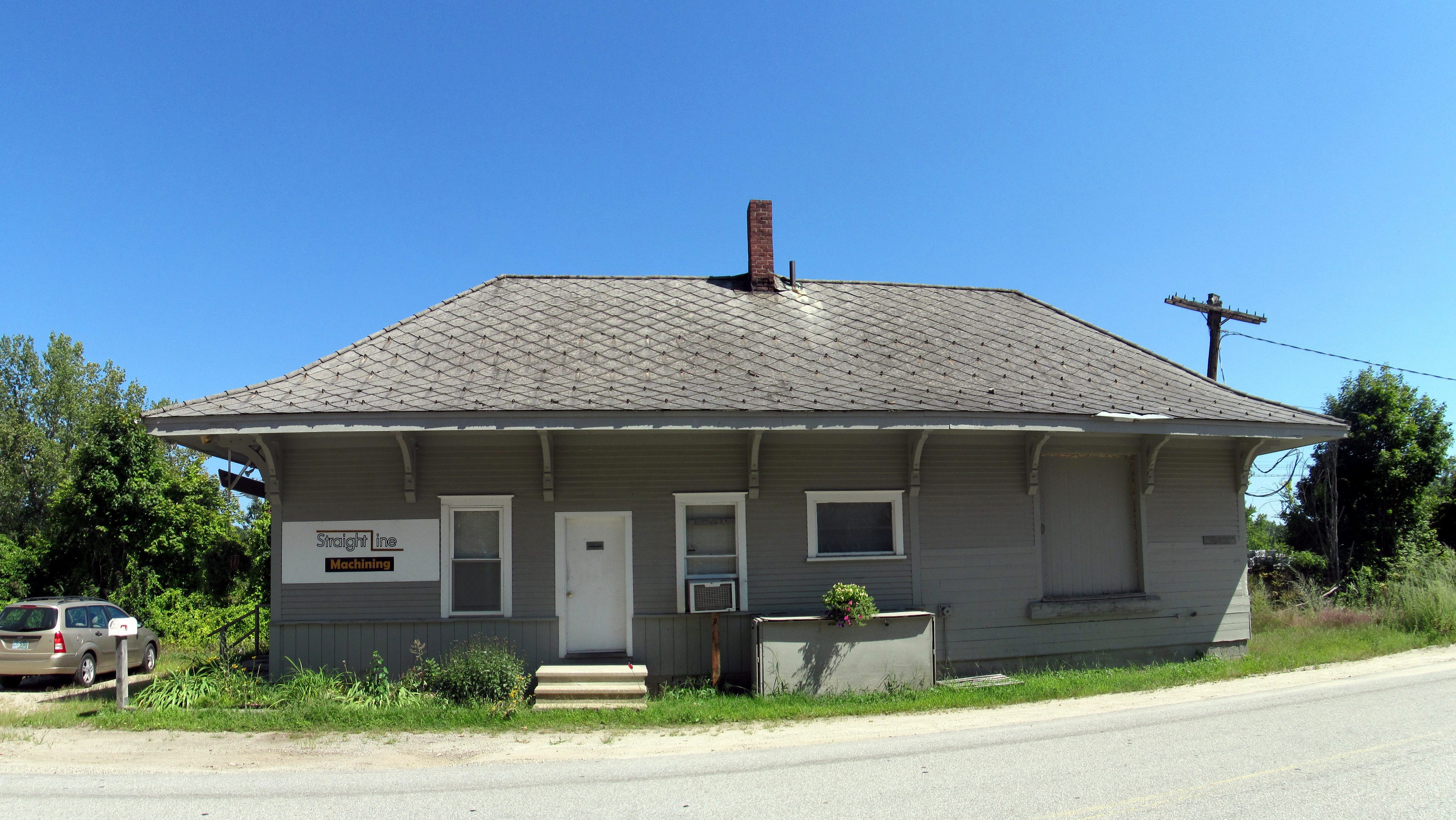
Empfangsgebäude des Bahnhofs
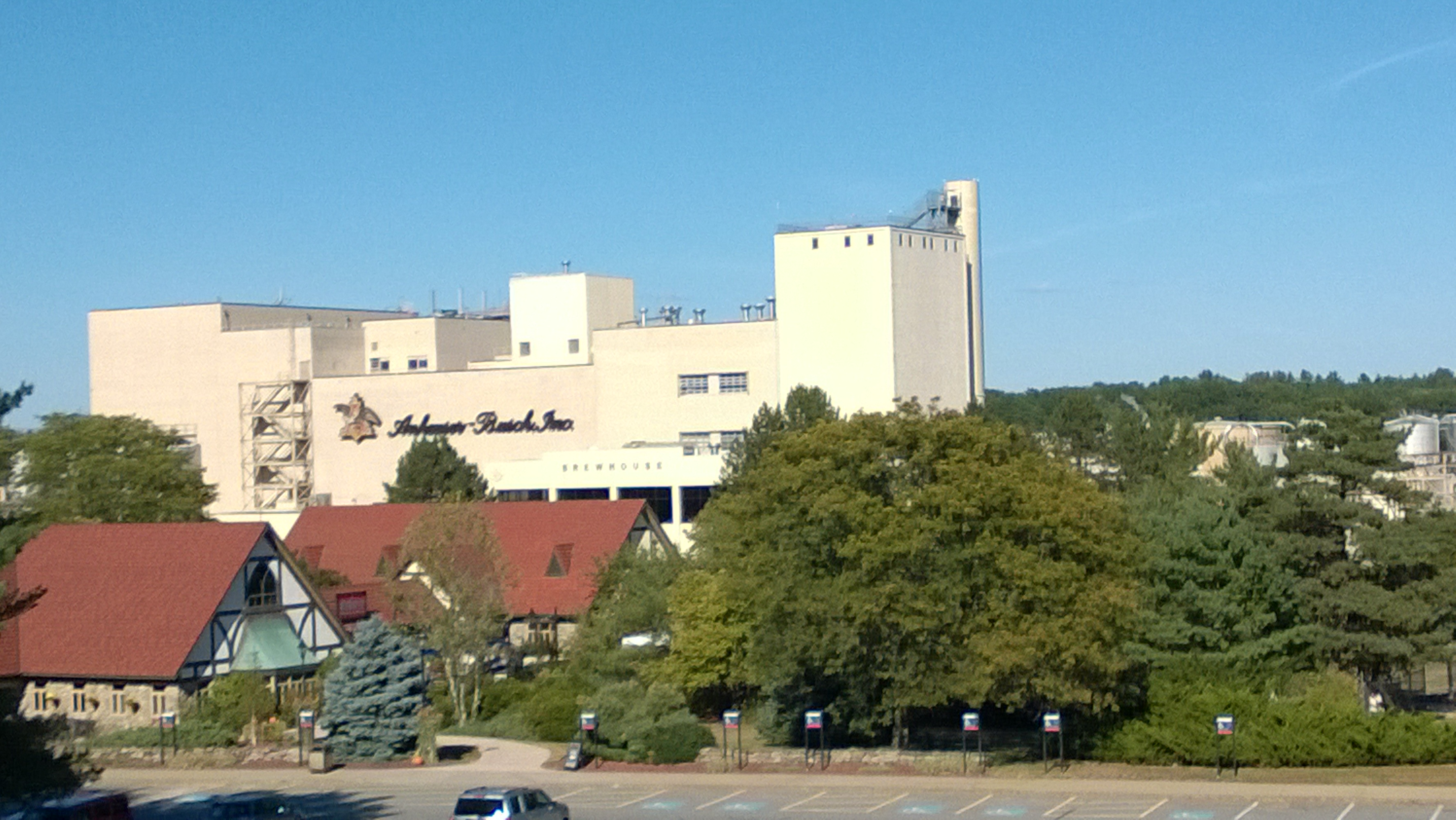
Anheuser-Busch Brauerei
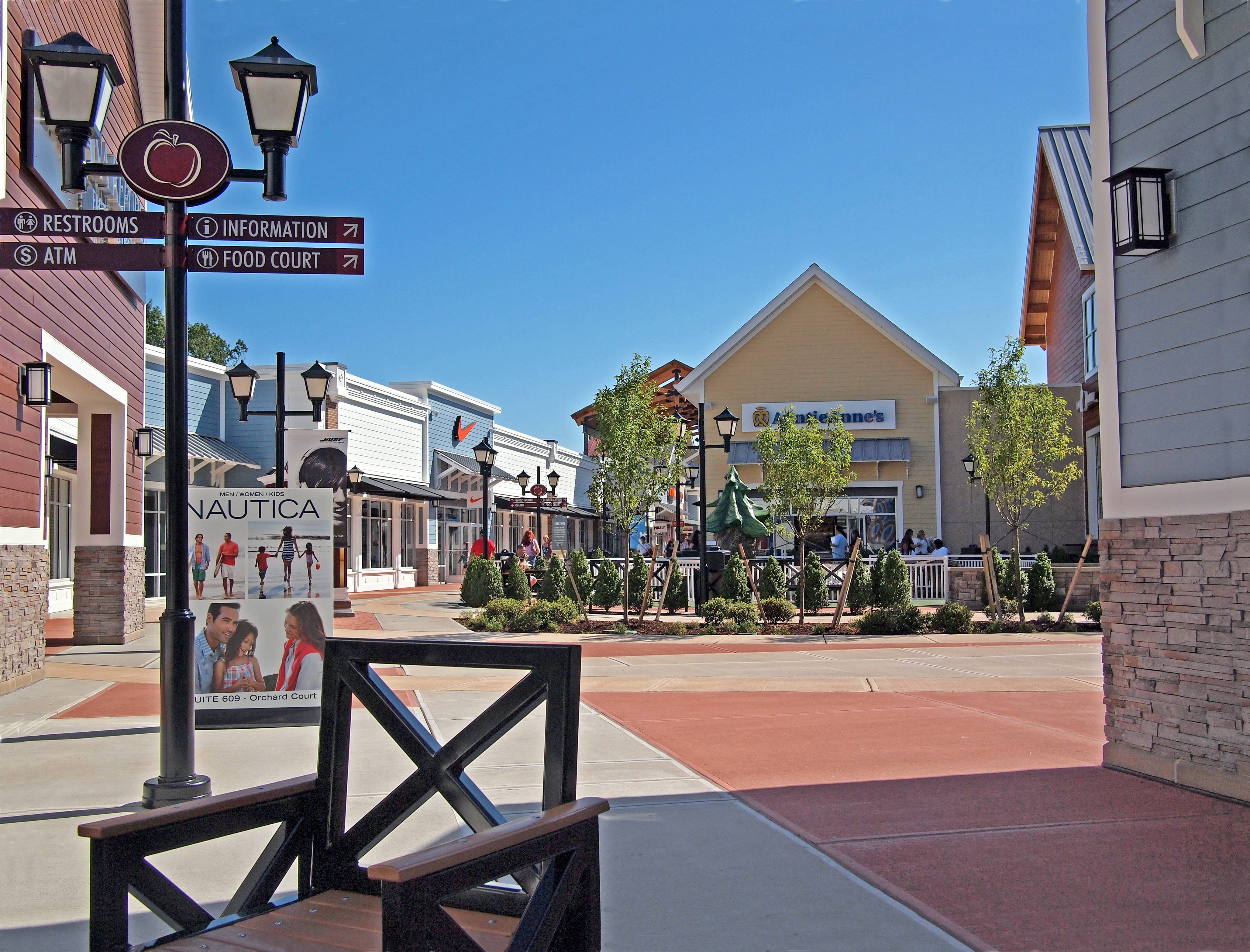
Fußgängerzone